# Dawa Tshering
Dawa Tshering là một cầu thủ bóng đá người Bhutan. Anh ra mắt lần đầu trong trận đấu cuối cùng tại vòng loại Giải vô địch bóng đá thế giới 2018 trước Maldives.